# Christian Møllerop
Christian Antoni Møllerop, född 9 januari 1981, är en norsk HBT-politiker. Ordförande för Landsforeningen for lesbisk og homofil frigjøring i Oslo och Akershus sedan 2003 - 2008. Flyttade till Stockholm år 2008 och började jobba som verksamhetschef för RFSL - Riksförbundet för homosexuella, bisexuella och transpersoners rättigheter i Stockholm. I maj 2010 blev han vald som vice förbundsordförande i RFSL Förbundet.
Møllerop har en gedigen politisk bakgrund med inriktning på internationellt arbete. I Organising Bureau of European School Student Unions arbetade han med upprättandet av ungdomsorganisationer i Balkanområdet. Även i Akershus Teaterverksted och Norske Teaterverksteder har han jobbat som administrativ ledare och styrelsemedlem.
För närvarande arbetar Møllerop enbart med RFSL som vice förbundsordförande.